# Anthocharis belia
Anthocharis belia é uma borboleta da família Pieridae.  A sua área, onde habita, localiza-se principalmente no noroeste da África (especificamente Marrocos, Argélia e Tunísia), mas também é pode ser encontrada no sul da Europa (principalmente Espanha, Portugal e sul da França).

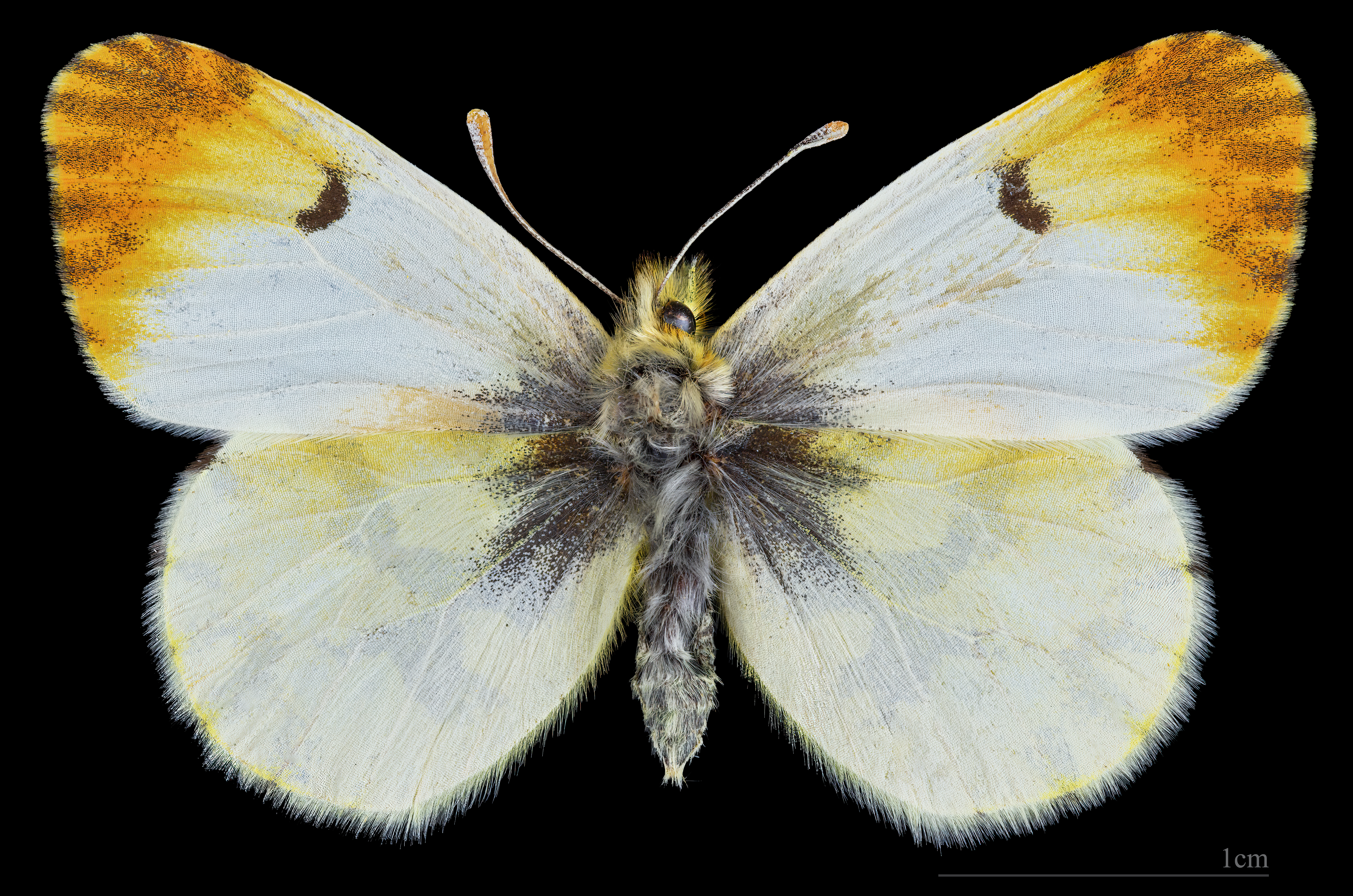
Anthocharis belia belia  ♀
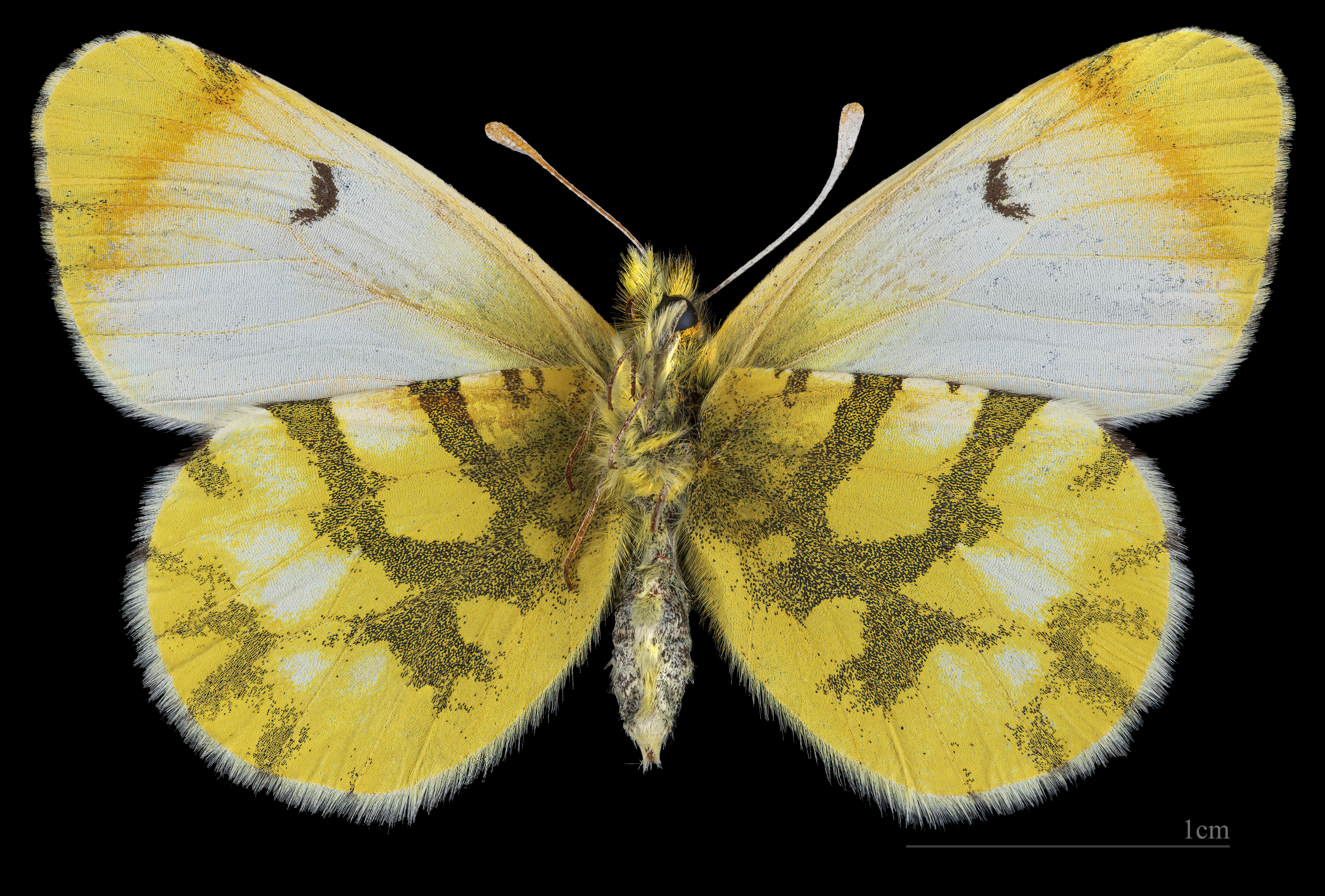
Anthocharis belia belia   ♀ △

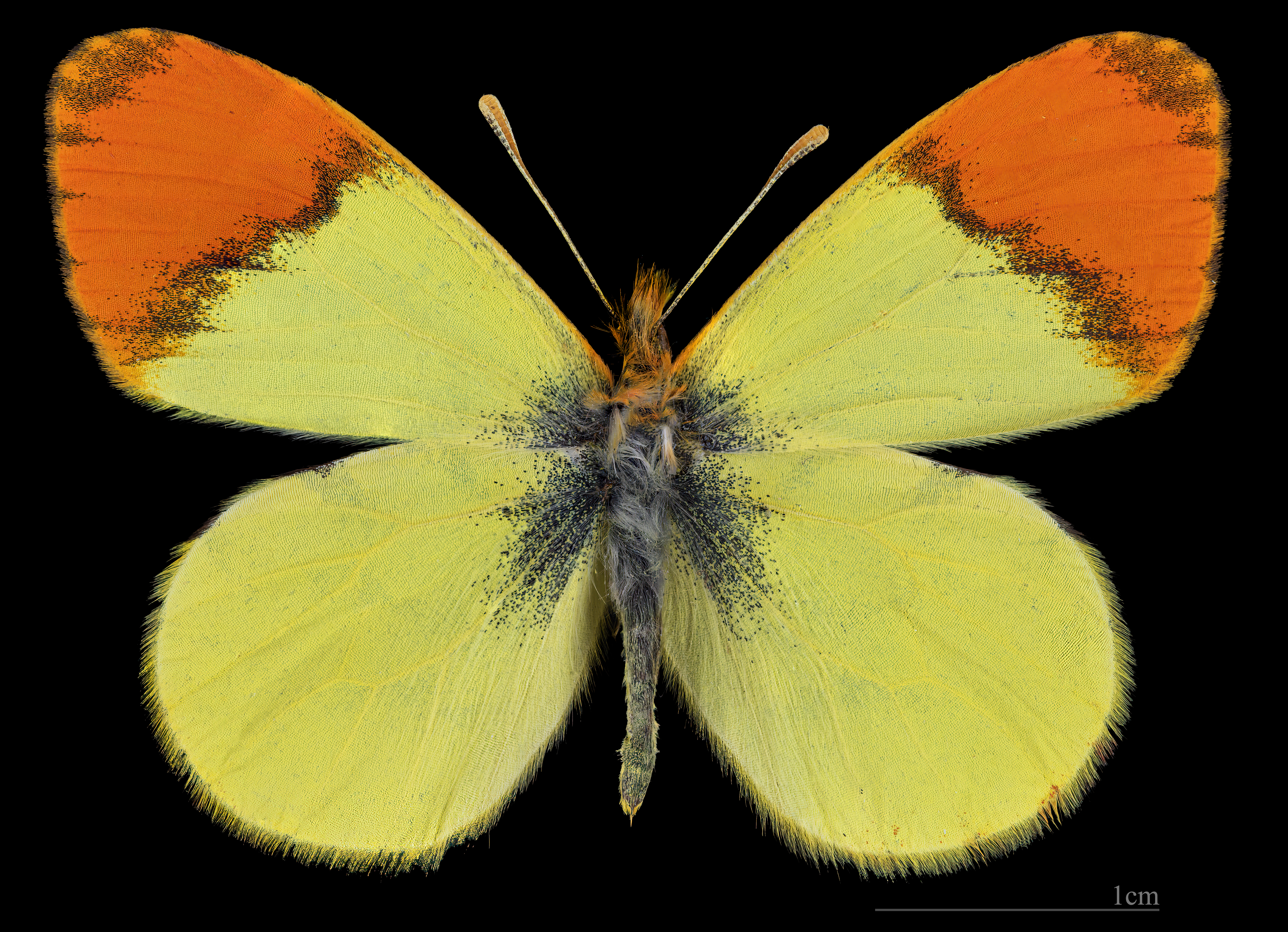
Anthocharis belia androgyne ♂
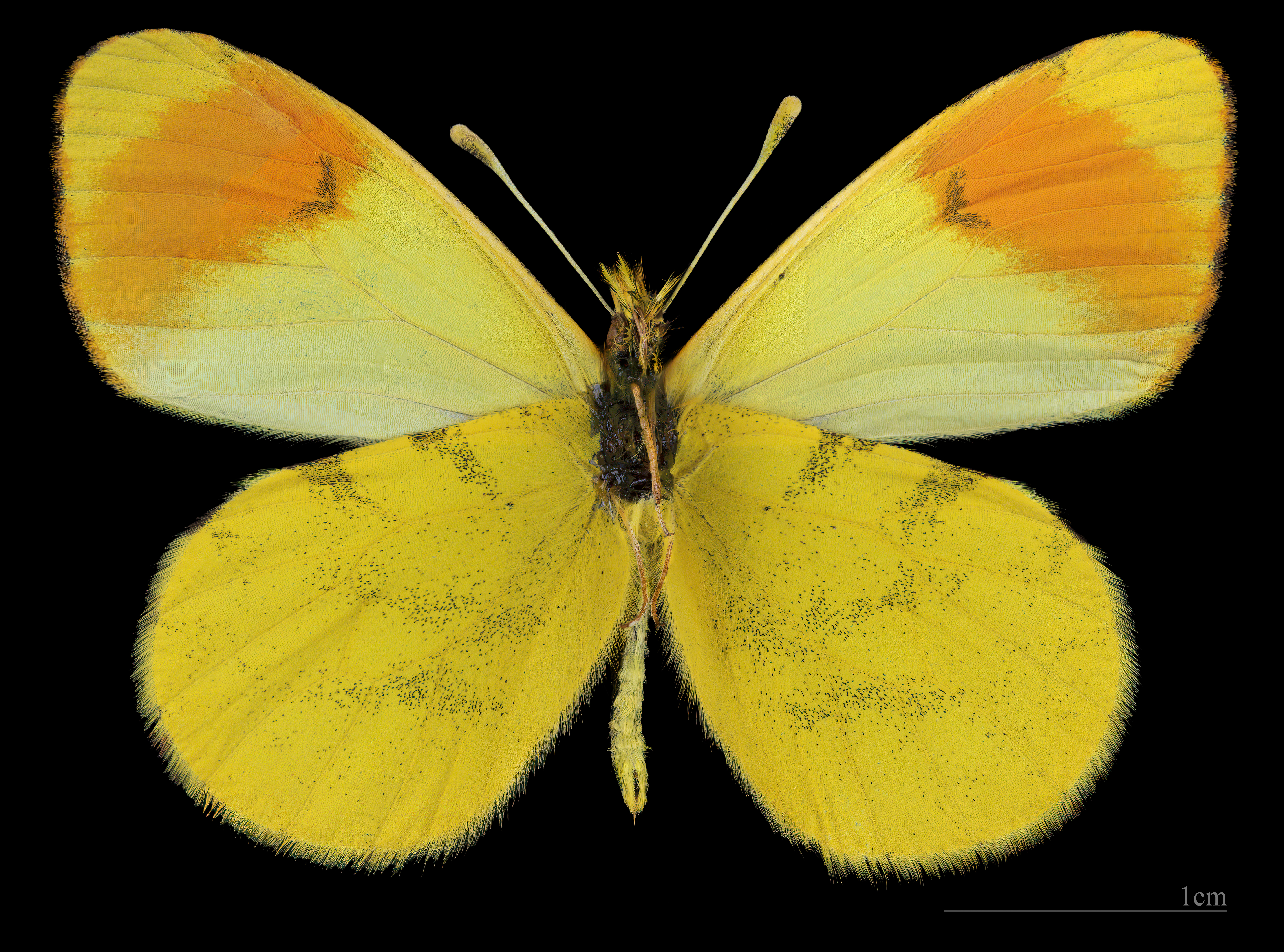
Anthocharis belia androgyne ♂ △
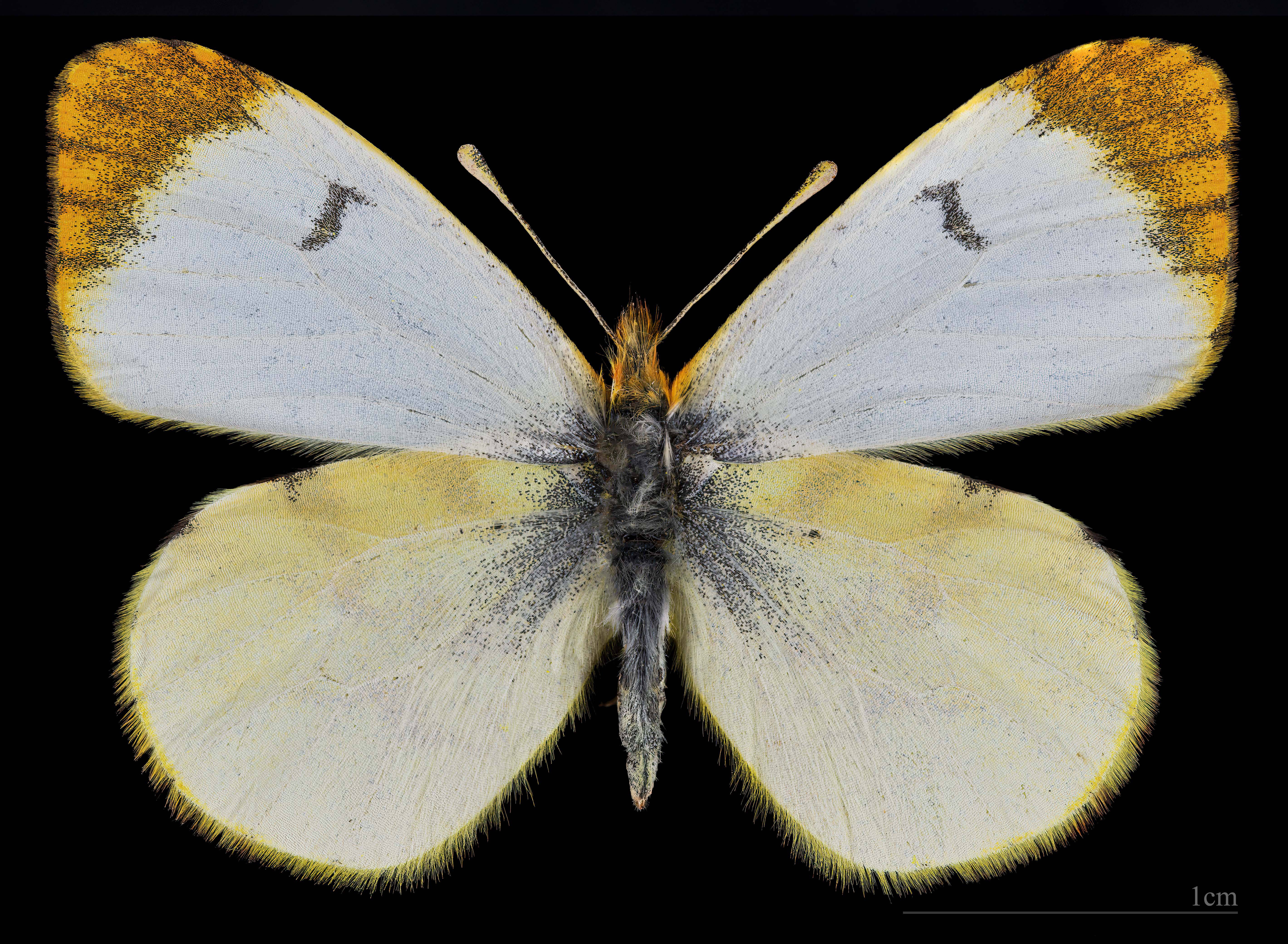
Anthocharis belia androgyne ♀
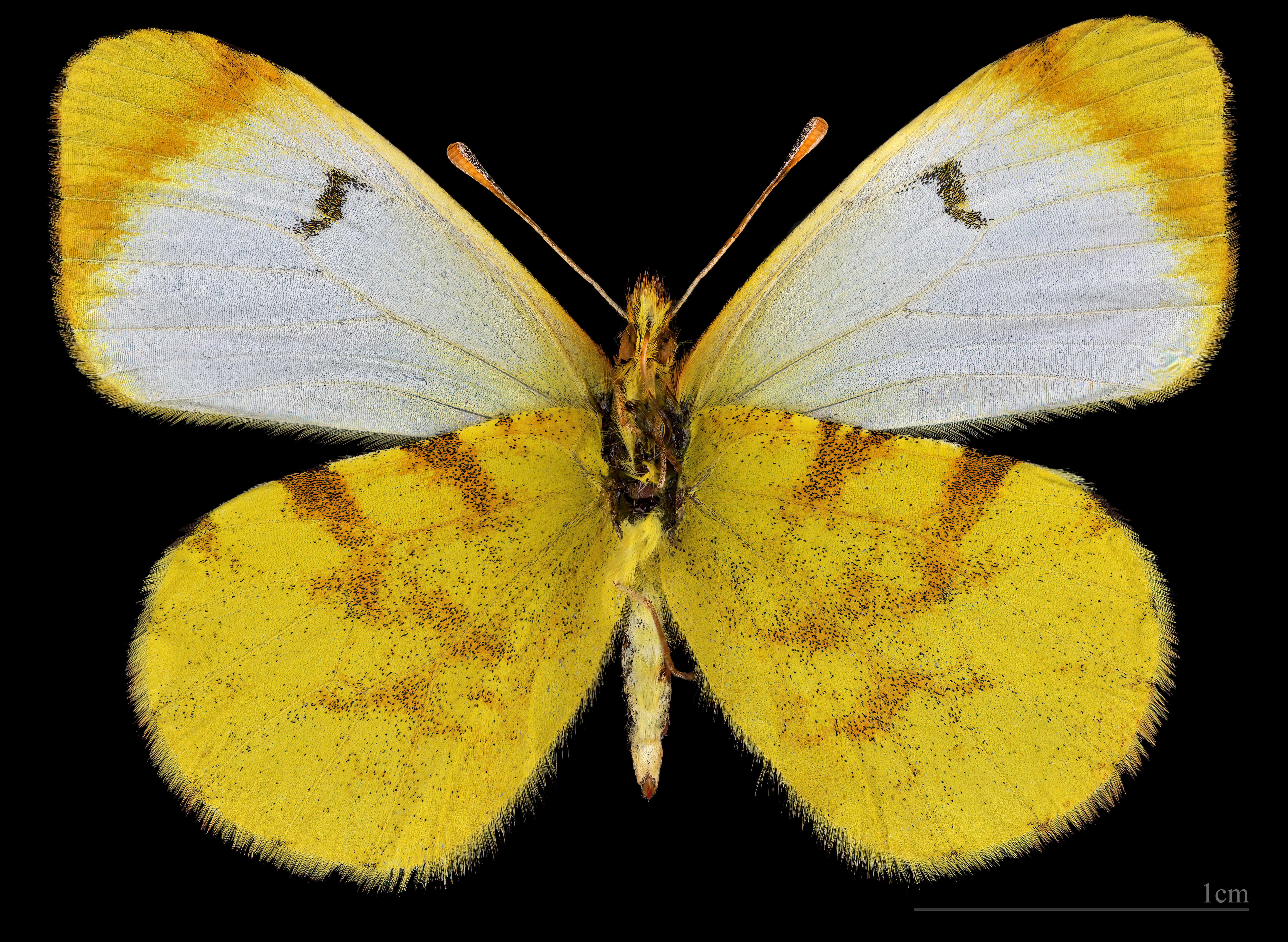
Anthocharis belia androgyne ♀ △